# Hamza Kashgari
Hamza Kashgari Mohamad Najeeb (A menudo Hamza Kashgari, en árabe: حمزة كاشغري‎; nacido en 1989) es un poeta saudí de origen uigur y columnista del periódico saudí al-Bilad. Su familia había emigrado al país desde Kashgar. En 2011, estaba en una lista de la Mabahith de activistas prodemocracia. Apoyó públicamente la Primavera Árabe, criticaba la vigilancia de la policía religiosa y sobre la situación de las mujeres en el país, afirmó que "las mujeres saudíes no irán al infierno, por que es imposible ir allí dos veces". Se volvió sujeto de controversia después de ser acusado de insultar al profeta Mahoma en tres cortos mensajes vía Twitter. A raíz de ellos, se hicieron comentarios racistas sobre él en Twitter en referencia a su origen, tildándolo de "no ser suficientemente un saudí puro". El rey Abdullah ordenó el arresto de Kashgari "Por cruzar la línea roja al denigrar las creencias religiosas sobre Dios y su profeta". Kashgari dejó Arabia Saudita, tratando de buscar asilo político en Nueva Zelanda. El 12 de febrero de 2012, fue extraditado de Kuala Lumpur, Malasia, de vuelta a Arabia Saudita, a pesar de que la Corte Suprema de Malasia emitió una orden contra su extradición. De todos modos Kashgari fue deportado antes o después de la emisión de la orden. Las autoridades saudíes lo encarcelaron dos años sin juicio previo.